# منتخب ماليزيا تحت 16 سنة لكرة الصالات
منتخب ماليزيا تحت 16 سنة لكرة الصالات هو ممثل ماليزيا الرسمي في المنافسات الدولية في كرة الصالات تحت 16 سنة.